# 堺紡績所
堺紡績所（さかいぼうせきじょ）とは、1870年（明治3年）に摂津国住吉郡堺町戎島（現在の大阪府堺市堺区戎島町）に建設された日本で2番目の機械紡績工場。大規模な工場としては、近代最初となる。所在地から戎島紡績所（えびすじまぼうせきじょ）とも呼ばれる。

## 概要
1866年（慶応2年）、薩摩藩が自藩における鹿児島紡績所の成果を生かして殖産興業を推進するために本格的な紡績工場建設を計画、大坂に近い堺の戎島に新しい蔵屋敷を建設する事を名目に用地を獲得した。1868年（明治元年）に薩摩藩士石河確太郎（正龍）を責任者として建設が開始された。同年暮れにはイギリスのミュール紡績機（ビギンズ商会製）2,000錘が鹿児島経由で堺に運び込まれた。1870年（明治3年）4月に蒸気機関の試運転が開始され、同年12月に本格稼動した。営業担当には五代友厚があたったが、業績は不振で廃藩置県を機に1872年（明治5年）5月に大蔵省勧農寮に買収された（後に内務省に移管）。石河は明治政府に登用されてそのまま責任者の任についた。1877年（明治10年）には明治天皇が関西行幸の折に視察に訪れている。
1878年（明治11年）に浜崎太平次・肥後孫左衛門に払い下げられる。翌年には業績不振により紡績機を放出、一部は宮城紡績会社（後の三居沢発電所）が利用した。浜崎没落後の1881年（明治14年）に川崎正蔵(後の川崎重工業の創始者)の代理人である川崎正左衛門の所有となり、「川崎紡績所」と改称した。1889年（明治22年）に川崎愛之輔（正左衛門の妹婿）を中心として設立された泉州紡績会社の中核工場となる。泉州紡績は工場所在地にちなんだ「戎印」を商標として採用してブランド化に成功、中国・香港市場に進出した。1903年（明治36年）に泉州紡績が岸和田紡績に買収・合併されると同社の工場として引き続き「戎印」ブランド商品を生産するが、後に施設の老朽化を理由に倉庫に転用され、1933年（昭和8年）に取り壊された。その後1939年（昭和14年）に木南車輌製造の工場が移転してきている。